# Anaerobie
Anaerobie (zu altgriechisch ἀήρ aer ‚Luft‘ und βίος bios ‚Leben‘; mit Alpha privativum α(ν)- a(n)- ‚ohne‘) bezeichnet Leben ohne Sauerstoff (Disauerstoff O2). Lebewesen, die für ihren Stoffwechsel keinen molekularen Sauerstoff brauchen, werden als anaerob bezeichnet. Jene Anaerobier, die durch  O2 gehemmt oder sogar abgetötet werden, werden genauer obligat anaerob benannt.

## Anaerobe Lebensformen
Anaerobe einzellige Organismen sind die ältesten Formen des Lebens auf der Erde, noch vor den ersten oxygen photosynthetisch aktiven Einzellern im Präkambrium, die O2 ausschieden. Mit dessen Anreicherung in der Hydrosphäre und der Atmosphäre änderten sich die Lebensbedingungen großräumig (siehe Große Sauerstoffkatastrophe). Die heute lebenden anaeroben Organismen benötigen ebenfalls alle keinen Sauerstoff für ihren Stoffwechsel und lassen sich grob danach unterscheiden, wie gut sie mit einer sauerstoffhaltigen Umgebung zurechtkommen:
- Obligate Anaerobier sind Organismen, die allein einen anaeroben Stoffwechsel betreiben und einen Lebensraum mit anoxischen Bedingungen brauchen. In der Mikrobiologie wird unterschieden zwischen moderaten Formen, die in Anwesenheit von Sauerstoff nicht wachsen können, und strikten Formen, die durch O2 geschädigt bzw. abgetötet werden.[1]
- Aerotolerante Anaerobier sind Organismen, die allein einen anaeroben Stoffwechsel betreiben, also O2 nicht nutzen, jedoch die Anwesenheit von Sauerstoff tolerieren und daher auch unter oxischen Bedingungen leben können.
- Fakultative Anaerobier sind Organismen, die unter sauerstofffreien Bedingungen einen anaeroben Stoffwechsel betreiben können, bei Anwesenheit von Sauerstoff aber O2 im Stoffwechsel nutzen können, also sowohl unter anoxischen Bedingungen wie unter oxischen Bedingungen wachsen können.

Lebensräume, in denen kein Sauerstoff enthalten ist, werden als anoxisch bezeichnet (mit früherem Sprachgebrauch auch als anaerob); Sauerstoff enthaltende Lebensräume werden oxisch genannt (früher auch aerob).

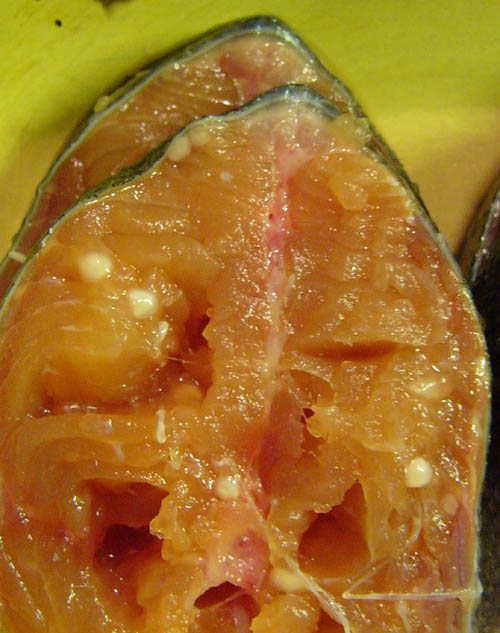
Lachsparasit Henneguya zschokkei (weiße Punkte)

Das bis Februar 2020 einzig bekannte Tier (nach einer neuen Definition), das seine Energie ohne Mitochondrien bzw. Sauerstoff produziert, ist der kleine 10-zellige Lachsparasit Henneguya zschokkei, welcher im Laufe der Evolution die Fähigkeit zur Sauerstoffumwandlung (aerobe Zellatmung) verloren hat. Der Fund zeigt, dass auch mehrzellige Organismen ohne Sauerstoff bzw. Sauerstoffzellatmung überleben können und die Evolution zu scheinbar weniger komplexen Organismen führen kann.

## Anaerobe Atmung
Im Unterschied zur aeroben Atmung werden bei der anaeroben für den oxidativen Energiestoffwechsel anstelle von O2 andere Elektronenakzeptoren als Oxidationsmittel verwendet. Häufig verwendete alternative Elektronenakzeptoren sind: Nitrat, dreiwertige Eisen-Ionen (Fe3+), vierwertige Mangan-Ionen (Mn4+), Sulfat, Schwefel, Fumarat und Kohlenstoffdioxid (CO2). Diese Redox-Reaktionen werden als anaerobe Atmung bezeichnet.
In der Tabelle sind Typen der anaeroben Atmung aufgeführt, die in der Umwelt weit verbreitet sind (zum Vergleich ist die aerobe Atmung mit dabei). Die Reihung der Atmungsprozesse erfolgte nach Möglichkeit nach dem Standard-Redoxpotential des Elektronenakzeptorpaars in Volt bei einem pH-Wert von 7. Die tatsächlichen pH-Werte können abweichen (z. B. bei Acetogenese).
| Atemtyp                            | Organismen                                         | Elektronenakzeptor     | Reaktionsprodukt(e) | Eo' [V] | Beispielorganismus |
| ---------------------------------- | -------------------------------------------------- | ---------------------- | ------------------- | ------- | --- |
| aerobe Atmung                      | obligate und fakultative Aerobier                  | Sauerstoff O2          | H2O + CO2           | + 0,82  | Eukaryoten |
| Nitratatmung (Denitrifikation)     | fakultative Aerobier: Denitrifizierer              | Nitrat NO3−            | Nitrit NO2−         | + 0,75  | Paracoccus denitrificans, E. coli |
| Manganreduktion                    | fakultative oder obligate Anaerobier               | Mangan Mn(IV)          | Mn(II)              | + 0,41  | Desulfuromonadales, Desulfovibrio |
| Eisenatmung                        | fakultative Aerobier, obligate Anaerobier          | Eisen Fe(III)          | Fe(II)              | + 0,15  | Geobacter, Geothermobacter, Geopsychrobacter, Pelobacter carbinolicus, P. acetylenicus, P. venetianus, Desulfuromonadales, Desulfovibrio |
| Cobaltreduktion                    | fakultative oder obligate Anaerobier               | Kobalt Co(III)         | Co(II)              |         | Geobacter sulfurreducens |
| Technetiumreduktion                | fakultative oder obligate Anaerobier               | Technetium Tc(VII)     |                     |         | Geobacter sulfurreducens, Geobacter metallireducens                                                                                      |
| Uranreduktion                      | fakultative oder obligate Anaerobier               | Uran U(VI)             | U(IV)               |         | Geobacter metallireducens, Shewanella putrefaciens, (Desulfovibrio)                                                                      |
| Fumaratatmung                      | fakultative Aerobier                               | Fumarat                | Succinat            | + 0,03  | Escherichia coli |
| Sulfatatmung (Desulfurikation)     | obligate Anaerobier: Sulfatreduzierer              | Sulfat SO42−           | Sulfid HS−          | − 0,22  | Desulfobacter latus, Desulfovibrio |
| Methanogenese (Carbonatatmung)     | methanogene und obligate Anaerobier: Methanbildner | Kohlenstoffdioxid CO2  | Methan CH4          | − 0,25  | Methanothrix thermophila |
| Schwefelatmung (Schwefelreduktion) | fakultative Aerobier und obligate Anaerobier       | Schwefel S0            | Sulfid HS−          | − 0,27  | Desulfuromonadales |
| Acetogenese (Carbonatatmung)       | homoacetogene und obligate Anaerobier              | Kohlenstoffdioxid CO2  | Acetat              | − 0,30  | Acetobacterium woodii |
| TCA-Reduktion                      | fakultative oder obligate Anaerobier               | TCA Trichloressigsäure | Dichloressigsäure   |         | Trichlorobacter (Geobacteraceae) |

## Gärung
Nicht als anaerobe Atmung, sondern als Gärung werden Vorgänge bezeichnet, bei denen kein externer Stoff als terminaler Elektronenakzeptor verwendet wird. Gärungsorganismen sind vor allem:
- Milchsäurebakterien (Milchsäuregärung)
- Hefen (alkoholische Gärung)
- praktisch alle Aerobier beherrschen unter anoxischen Bedingungen die Milchsäuregärung: anaerober Stoffwechsel (beim Menschen siehe auch Anaerobe Schwelle)

## Symbiosen
Manche Turbellarien, Ringelwürmer und Enteroparasiten wie Bandwürmer beherbergen anaerobe Bakterien und können durch diese Symbiose auch unter anoxischen Bedingungen leben.

## Identifikation

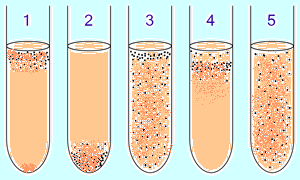
Aerobe und anaerobe Bakterien können in flüssiger Nährlösung identifiziert werden: (1) Obligat aerobe Bakterien sammeln sich am oberen Ende, wo sie genügend Sauerstoff bekommen. (2) Obligat anaerobe Bakterien sammeln sich am unteren Ende, wo kein Sauerstoff vorhanden ist. (3) Fakultativ anaerobe Bakterien finden sich hauptsächlich oben, weil Sauerstoffatmung am effektivsten ist; da ein O_{2}-Mangel sie andererseits nicht hindert, wachsen sie aber auch in den tieferen Teilen des Reagenzglases. (4) Mikroaerophile sammeln sich am oberen Ende, aber nicht ganz oben, da für sie Sauerstoff nur in geringer Konzentration optimal ist. (5) Aerotolerante Bakterien werden nicht durch Sauerstoff beeinflusst und verteilen sich daher gleichmäßig im Reagenzglas.

Das Verhalten von Mikroorganismen gegenüber Sauerstoff, ihre Identifikation als Aerobier, Anaerobier, Aerotoleranter oder fakultativer Anaerobier, kann durch Kultur in einem Sauerstoffkonzentrationsgradienten ermittelt werden. Dabei kultiviert man sie in einem Gelnährmedium, das sich in einem einseitig geschlossenen Glasrohr (Reagenzglas, Kulturröhrchen) befindet und in das Sauerstoff nur vom oberen, offenen Ende durch Diffusion eindringen kann. Auf diese Weise bildet sich ein Sauerstoffkonzentrationsgradient aus mit hoher Sauerstoffkonzentration oben und niedriger Sauerstoffkonzentration unten. Die Mikroorganismen werden in sehr geringer Menge gleichmäßig im Gelnährmedium verteilt, in dem sie ortsgebunden sind und sich nicht fortbewegen können. Dort, wo sich die Mikroorganismen hinsichtlich der Sauerstoffkonzentration unter geeigneten Bedingungen befinden, vermehren sie sich und man kann nach einer gewissen Zeit einen Bewuchs mit bloßem Auge erkennen. Die Zone, in der sich Bewuchs zeigt, ist ein Indikator für das Verhalten der Mikroorganismen gegenüber Sauerstoff, wie aus dem Bild deutlich wird.

## Kultur von anaeroben Mikroorganismen
Anaerobie ist unter anderem bei der Kultivierung von Mikroorganismen von Bedeutung. Sollen gegenüber O2 empfindliche Mikroorganismen kultiviert werden oder sollen fakultativ anaerobe Mikroorganismen unter anoxischen Bedingungen kultiviert werden, so ist es erforderlich, bei der Kultur O2 auszuschließen. Hierbei werden sogenannte Anaerobentechniken verwendet. Ein Beispiel ist die Kultur in einer Anaerobenkammer: Darin erreicht man mit einer Gasatmosphäre aus 10 Vol.-% H2 + 10 Vol.-% CO2 + 80 Vol.-% N2 anoxische Bedingungen, die es ermöglichen, anaerobe Mikroorganismen zu kultivieren. Es besteht aber auch die Möglichkeit, anaerobe Mikroorganismen mittels Flüssigkulturen anzureichern. Dabei wird meist ausgenützt, dass die Löslichkeit von O2 in Flüssigkeiten mit steigender Temperatur sinkt.